# Internationale Cricket-Saison 1933/34
Die internationale Cricket-Saison 1933/34 fand zwischen November 1933 und März 1934 statt. Als Wintersaison wurden vorwiegend Heimspiele der Mannschaften aus Südasien, der Karibik und Ozeanien ausgetragen.

## Überblick

### Internationale Touren
| Beginn            | Heimteam | Auswärtsteam | Resultate | Artikel |
| Beginn            | Heimteam | Auswärtsteam | Test      | Artikel |
| ----------------- | -------- | ------------ | --------- | ------- |
| 15. Dezember 1933 | Indien   | England      | 0–2 [3]   | Artikel |

## Nationale Meisterschaften
Aufgeführt sind die nationalen Meisterschaften der Full Member des ICC.
| Land       | First-Class              |
| ---------- | ------------------------ |
| Australien | Sheffield Shield 1933/34 |
| Neuseeland | Plunket Shield 1933/34   |
| Südafrika  | Currie Cup 1933/34       |